# Plebejus
Plebejus es un género de lepidópteros de la familia Lycaenidae.

## Subgéneros
- Plebejus (Agriades), Hübner, 1819.
- Plebejus (Albulina), Tutt, 1909.
- Plebejus (Icaricia), Nabokov, 1945.
- Plebejus (Lycaeides), Hübner, 1819.
- Plebejus (Plebejus), Kluk, 1780.
- Plebejus (Plebulina), Nabokov, 1944.